# Parabuthus transvaalicus
Parabuthus transvaalicus is een schorpioen uit de familie Buthidae. De soort komt voor in zuidelijk Afrika in woestijnen, scrublands en semi-aride gebieden van Botswana, Mozambique, Zimbabwe en Zuid-Afrika.